# Test (kom)

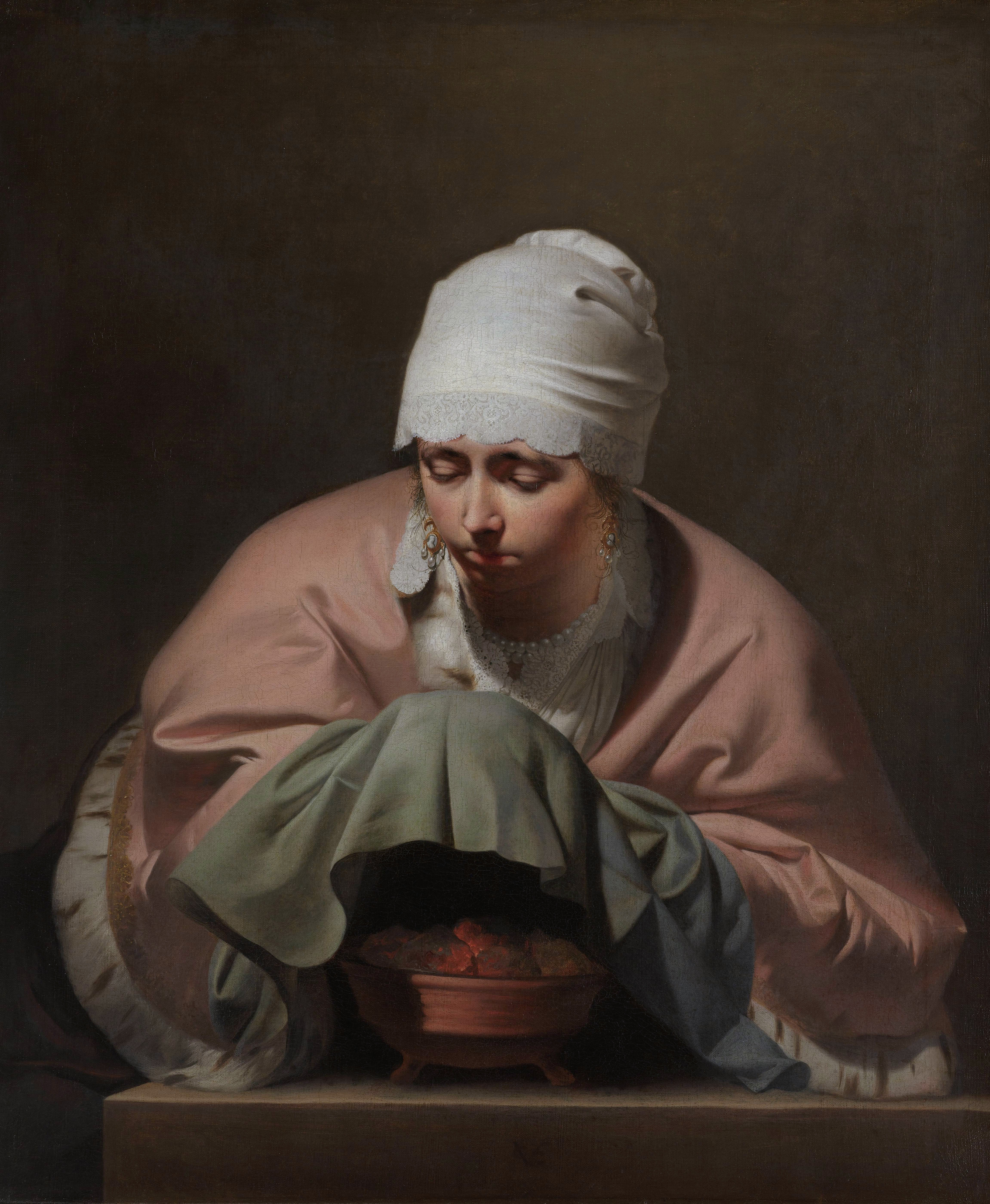
handenwarmen boven een vuurtest

Test is een ouderwetse benaming voor schaal of kom, meestal gemaakt van aardewerk. Bekend zijn onder andere bier-, bloem-, fruit-, melk-, room-, vergiet-, was- en vuurtesten.  
Een vuurtest had dikwijls de vorm van een vierkante kom of schotel met pootjes en een oor. Hiermee kon men veilig gloeiende steenkool verplaatsen om zich elders warmte te verschaffen. Zo'n kom werd bijvoorbeeld 's winters in een voetenstoof gezet waarmee men vervolgens in combinatie met lange rokken of een deken de benen kon warmen.
Een fruittest had vaak kleine openingen ter ventilatie en werd gebruikt om zachte vruchten zoals aardbeien in te wassen of te bewaren. 